# TVP3 Gdańsk

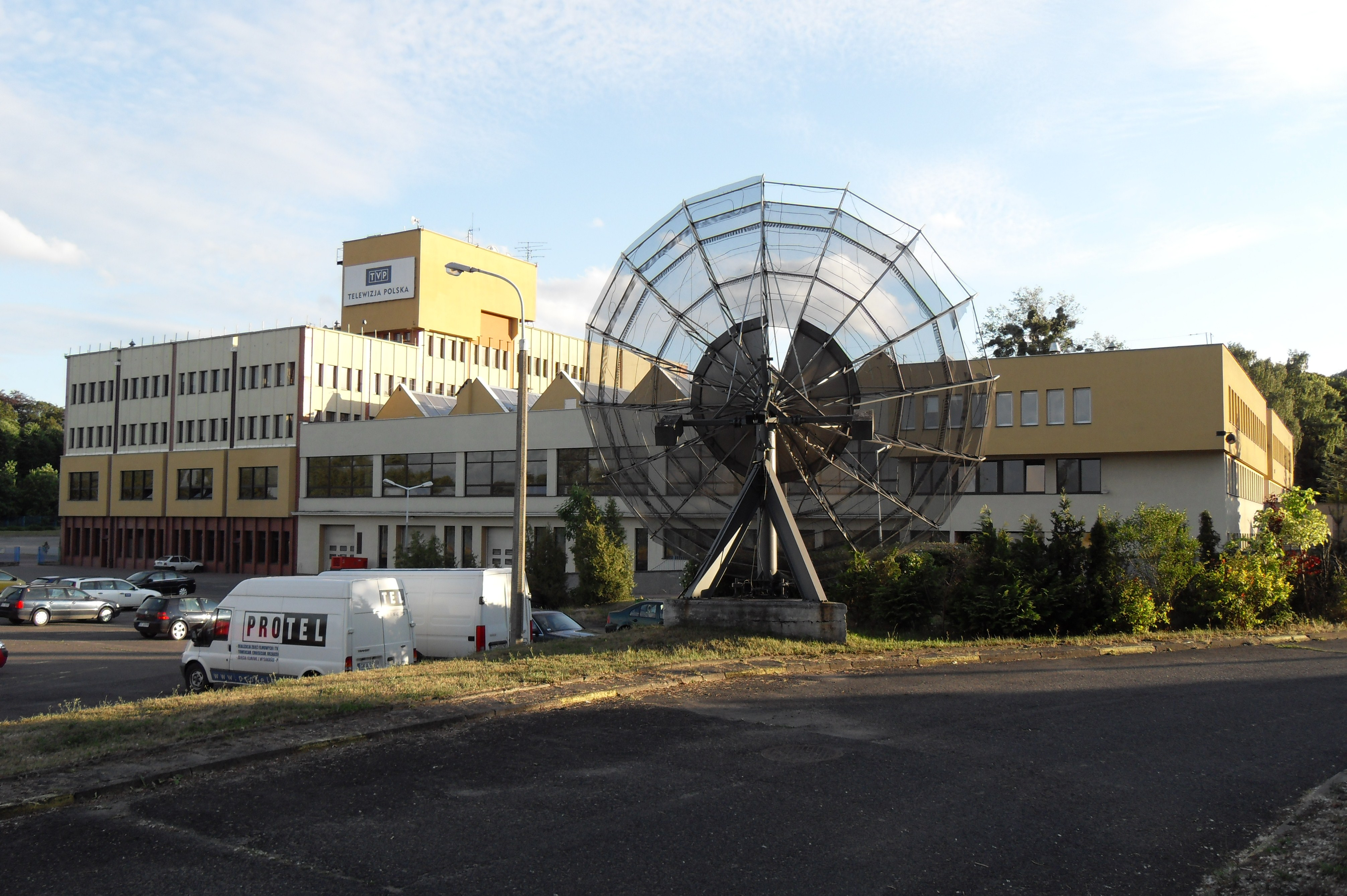
Główna siedziba w Oliwie, przy ul. Czyżewskiego 42 w Gdańsku.

TVP3 Gdańsk (Telewizja Polska SA Oddział w Gdańsku, Telewizja Gdańsk, dawniej TVG, TVG 3, TVP Gdańsk, Telewizja Neptun, potocznie gdańska Trójka) – oddział terenowy Telewizji Polskiej, obejmujący zasięgiem województwo pomorskie, z siedzibą główną w Gdańsku przy ul. Czyżewskiego 42 oraz redakcją terenową w Słupsku. Sztandarowym programem TVP3 Gdańsk jest serwis informacyjny Panorama.
Kanał TVP3 Gdańsk nadawany jest bezpłatnie w ramach ogólnopolskiego trzeciego multipleksu naziemnej telewizji cyfrowej (MUX 3). Dostępny jest również w sieciach kablowych oraz bezpłatnie w Internecie dzięki stronie internetowej TVP Stream i aplikacji TVP GO.

## Kalendarium
- 10 maja 1955 – powołanie Komitetu Społecznego Budowy Telewizji.
- 26 grudnia 1958 – pierwszy eksperymentalny program lokalny Telewizji Gdańsk. Wyemitowano o godzinie 17:00 występ solistów Opery i Filharmonii Bałtyckiej,
- 10 lutego 1959 – utworzenie ośrodka Telewizji Polskiej w Gdańsku[3].
- 6 marca 1959 – inauguracja otwarcia stacji nadawczej i rozpoczęcie systematycznej retransmisji programu z Warszawy.
- 1 czerwca 1959 – Komitet Społecznej Budowy Telewizji przekazuje Telewizję Gdańsk Komitetowi do Spraw Radia i Telewizji. Od tego momentu rozpoczęto sporadyczne nadawanie programów lokalnych.
- 10 sierpnia 1959 – systematyczne nadawanie programów lokalnych (jak: Kalejdoskop Wybrzeża, Kronika Wybrzeża, Sezam – kącik naukowy, Rozmaitości z Muzą – magazyn kulturalny, Test – Teatr Satyryczny; dalej programy muzyczne, okolicznościowe (m.in. XV-lecie miasta Elbląga).
- 25 czerwca 1960 – Telewizja Gdańsk po raz pierwszy na antenie ogólnopolskiej z programem Płyń przez morza i oceany – reportaż Tadeusza Kurka z Telewizji Warszawa przy współpracy Gdańskiego Ośrodka Telewizyjnego, nadany z okazji obchodów „Dni Morza” ze Stoczni Gdańskiej. W programie lokalnym został nadany również specjalny magazyn morski Bryza pod redakcją Zdzisława Pietrasa, w realizacji Władysława Snarskiego.
- 28 czerwca 1961 – Telewizja Gdańsk po raz pierwszy na antenie ogólnopolskiej z samodzielnie przygotowanym programem Baedeker Gdański.
- 25 sierpnia 1961 – pierwsza transmisja z Międzynarodowego Festiwalu Piosenki w Sopocie.
- 14 grudnia 1961 – pierwsze łączenie z Dziennikiem Telewizyjnym.
- 23 czerwca 1962 – pierwsza bezpośrednia transmisja z pełnego morza.
- 14 czerwca 1963 – pierwsza transmisja z kosmosu – wystrzelenie „Wostoka” (transmisja via Królewiec – Gdańsk – Warszawa).
- 1 lipca 1965 – otwarcie studia o powierzchni 136 metrów kwadratowych (+ studio spikerskie 6 metrów kwadratowych, 4 kamery typu Super-Ortikon, zespoły emisyjny oraz kontrolny, telekino, reżyserka, magnetofony, archiwum filmowe, kamerownia, kieszeń studyjna na dekoracje, siedem pomieszczeń: redakcyjne, produkcyjne i administracyjne).
- 13 października 1965 – premiera Teatru TV Kaprysy Łazarza Stanisława Grochowiaka. Był to pierwszy rozbudowany teatr pod względem scenograficznym.
- 9 września 1967 – bezpośrednia transmisja i tranzyt do Francji z wizyty prezydenta Francji gen. Charles de Gaulle'a.
- 1 listopada 1967 – do Gdańska trafia pierwszy wóz transmisyjny.
- 23 maja 1968 – pierwsza emisja Kroniki Ziem Północnych (dla Bydgoszczy, Koszalina, Olsztyna i Gdańska – 2 razy w tygodniu).
- 2 marca 1970 – po raz pierwszy wyemitowano Panoramę – magazyn informacyjny dla województw północnych.
- 24 czerwca 1973 – po raz pierwszy na antenie ogólnopolskiej transmitowano własny siedmiogodzinny blok z okazji „Dni Morza” w Programie 2 TVP.
- lipiec 1977 – pierwszy Festiwal Interwizji Sopot-77.
- 16 września 1979 – Telewizja Gdańsk otrzymuje wóz do transmisji w kolorze.
- 4 sierpnia 1980 – rozpoczęto emisję Panoramy w kolorze.
- 14 sierpnia – 31 sierpnia 1980 – strajk w Stoczni Gdańskiej i zakładach pracy – w tym okresie wzmożona praca w Telewizji, szczególnie w redakcji Panoramy. Większa liczba nadawanych magazynów informacyjnych, komunikatów, przemówień.
- 18 sierpnia 1980 – otwarcie studia „kolor”.
- 31 sierpnia 1980 – bezpośrednia relacja ze Stoczni Gdańskiej z zakończenia obrad komisji rządowej i MKS oraz podpisania porozumienia.
- 21 lipca 1990 – Izabella Trojanowska doprowadziła do nadawania kaszubskiego programu Rodnô zemia, który trwał do 2010 roku[4].
- 18 września 1991 – pożar w Ośrodku Telewizyjnym w Gdańsku. Mimo zniszczeń program lokalny był nadawany przez wóz transmisyjny[5].
- 2 października 1992 – rozpoczęto stałe nadawanie samodzielnego programu regionalnego. Początkowo posługiwano się na antenie nazwą Telewizja Neptun, ale od 1994 roku zaczęto używać skrótowca TVG[6][7][8].
- 23 marca 1993 – TV Gdańsk przeszła z systemu nadawania kolorów SECAM na PAL[9].
- czerwiec 1993 – Telewizja Gdańsk otrzymuje nowy wóz transmisyjny, wyposażony w nowoczesny sprzęt telewizyjny.
- 5 września 1994 – Telewizja Gdańsk wraz z pozostałymi ośrodkami TVP rozpoczęła emisję codziennego, początkowo prawie czterogodzinnego bloku wspólnych pasm programowo-reklamowych o charakterze ogólnopolskim pod nazwą TVP Regionalna[10].
- 18 grudnia 1996 – przeprowadzka ze starej siedziby przy ul. Sobótki 15 do nowej siedziby przy ul. Czyżewskiego 42.
- 28 lutego 2001 – powołanie Warmińsko-Mazurskiego Ośrodka Regionalnego TVP SA w Olsztynie, podlegającego bezpośrednio Oddziałowi Terenowemu w Gdańsku. Ośrodek usamodzielnił się 1 stycznia 2005 roku[11].
- 23 grudnia 2001 – został uruchomiony nadajnik w Olsztynie (RTCN Pieczewo) na kanale 23 (w miejsce kodowanego Canal+ Polska, którego nadajnik został wyłączony w czerwcu 2001 roku)[12].
- 3 marca 2002 – gdański oddział zaczyna nadawać w ramach stacji informacyjno-regionalnej TVP3 jako TVP3 Gdańsk[13].
- 7 marca 2003 – zmiana logo i oprawy graficznej tak jak w pozostałych programach Telewizji Polskiej[14].
- 1 stycznia 2005 – województwo warmińsko-mazurskie zostało przejęte przez nowo powstały oddział terenowy TVP SA w Olsztynie[15]. Tego samego dnia uruchomiono nadajnik w Człuchowie[16].
- 6 października 2007 – gdański program zmienia nazwę na TVP Gdańsk i zaczyna nadawać w ramach pasm lokalnych TVP Info[17].
- 27 października 2010 – uruchomienie przekazu TVP Gdańsk w MUX 3 z nadajników RTCN Gdańsk/Chwaszczyno i RTON Iława/Kisielice[18].
- 30 grudnia 2010 o godz. 16:00 – program lokalny TVP Gdańsk ostatni raz był retransmitowany na antenie Dwójki[19].
- 14 lutego 2011 – TVP Gdańsk wraz z TVP Info przeszło na nadawanie w formacie 16:9 z logiem, które do stycznia 2012 roku przy nadawaniu programów w 16:9 było dostosowane do formatu 4:3[20].
- 30 sierpnia 2011 – 1 września 2013 – program TVP Gdańsk został dodany do MUX 3, jako druga wersja regionalna TVP Info, z nadajników RTON Elbląg/Jagodnik i RTCN Olsztyn/Pieczewo[21][22].
- 28 listopada 2012 – wyłączenie nadajnika analogowego w Chwaszczynie, jednocześnie uruchomiono nadajniki cyfrowe w Szymbarku, Gdyni, Choczewie i Wejherowie[23].
- 25 lutego 2013 – gdański program regionalny można oglądać bezpłatnie w Internecie dzięki stronie internetowej i aplikacji TVP Stream[2].
- 20 maja 2013 – wyłączenie nadajnika analogowego w Człuchowie[24], jednocześnie uruchomiono nadajniki cyfrowe w Człuchowie, Koszalinie, Lęborku i Słupsku[25].
- 1 września 2013 – TVP Gdańsk nadaje programy w ramach nowego kanału TVP Regionalna[26].
- 28 kwietnia 2014 – uruchomiono nadajnik MUX 3 w Gdańsku na Jaśkowej Kopie[27].
- 2 stycznia 2016 – powrócono do dawnej nazwy TVP3 Gdańsk.
- 3 czerwca 2020 – wiele emisji MUX 3, gdzie nadawany jest program TVP3 Gdańsk, przeniesiono na nowe częstotliwości w ramach tzw. refarmingu, czyli zwolnienia kanałów telewizyjnych powyżej pasma 700 MHz na potrzeby telefonii komórkowej[28].
- 14 lutego 2022 – TVP3 Gdańsk można oglądać bezpłatnie dzięki aplikacji TVP GO dostępnej na systemach iOS i Android[29].
- 28 lutego 2022 – gdański ośrodek TVP otrzymał nowy wóz transmisyjny w technologii HD z możliwością szybkiej przebudowy do jakości 4K. W wozie znajdują się dwa stanowiska powtórkowe, najnowszy mikser wizji Sony, zaawansowany mikser audio (pozwalający m.in. obsługiwać dźwięk przestrzenny), zabezpieczenie systemów pozwalające działać nawet w przypadku awarii. Podobne wozy otrzymały również ośrodki w Poznaniu i Lublinie, a ich połączenie w jedną całość daje możliwość realizacji wydarzeń nawet na 36 kamer jednocześnie[30][31].
- 25 kwietnia 2022 – ze względu na zmianę standardu nadawania na DVB-T2/HEVC (nie dotyczyło to MUX 3 i MUX 8) w województwie pomorskim zwiększono moc emisji z dotychczasowych obiektów oraz uruchomiono nowy nadajnik w Bierkowie k. Słupska[32].
- 15 grudnia 2023 – rozpoczęcie emisji TVP3 Gdańsk w jakości HD[33].

Opracowano na podstawie materiału źródłowego.

## Nadajniki naziemne TVP3 Gdańsk

### Obszary nadawania
- od 10 lutego 1959 do 31 maja 1975 – województwa: gdańskie, koszalińskie[3], olsztyńskie, bydgoskie[35]
- od 1 czerwca 1975 do lipca 1990 – województwa: elbląskie, gdańskie, olsztyńskie, toruńskie, bydgoskie[35], włocławskie (od lat końca lat 70. w strukturach WOT)[35], koszalińskie (od 1983 roku w strukturach OTV Szczecin[36])
- od lipca 1990 do 31 grudnia 1998 – województwa toruńskie i bydgoskie zostały przejęte przez OTV Bydgoszcz (od 1994 jako kanał samodzielny)
- od 1 stycznia 1999 do 31 grudnia 2004 – województwa: pomorskie i warmińsko-mazurskie
- od 1 stycznia 2005 do dziś – województwo warmińsko-mazurskie zostało przejęte przez TVP3 Olsztyn

### Nadajniki analogowe wyłączone w 2013 roku
| Typ obiektu | Nazwa obiektu      | Częstotliwość (MHz) | Kanał | Charakterystyka promieniowania | Polaryzacja | Moc (kW) | Data uruchomienia nadajnika | Data wyłączenia nadajnika |
| ----------- | ------------------ | ------------------- | ----- | ------------------------------ | ----------- | -------- | --------------------------- | ------------------------- |
| RTCN        | Gdańsk/Chwaszczyno | 719,25 MHz          | 52    | dookólna (ND)                  | pozioma (H) | 400 kW   | 2 października 1992         | 28 listopada 2012         |
| TON         | Człuchów/Szkolna   | 615,25 MHz          | 39    | dookólna (ND)                  | pozioma (H) | 30 kW    | 1 stycznia 2005             | 20 maja 2013              |

Opracowano na podstawie materiału źródłowego.

### Nadajniki cyfroweDVB-T2MUX 3
3 czerwca 2020 roku wiele emisji przeniesiono na nowe częstotliwości w ramach tzw. refarmingu, czyli zwolnienia kanałów telewizyjnych na potrzeby telefonii komórkowej. 25 kwietnia 2022 roku ze względu na zmianę standardu nadawania na DVB-T2/HEVC (nie dotyczyło to MUX 3 i MUX 8) w województwach kujawsko-pomorskim, pomorskim, zachodniopomorskim, wielkopolskim oraz w części województw warmińsko-mazurskiego i mazowieckiego zwiększono moc emisji z dotychczasowych obiektów i uruchomiono jeden nowy nadajnik. 15 grudnia 2023 roku zmieniono standard nadawania nadajników MUX 3 na DVB-T2/HEVC.
| Województwo         | Typ obiektu | Nazwa obiektu       | Częstotliwość (MHz) | Kanał | Charakterystyka promieniowania | Polaryzacja | Moc (kW) | Data uruchomienia nadajnika |
| ------------------- | ----------- | ------------------- | ------------------- | ----- | ------------------------------ | ----------- | -------- | --------------------------- |
| pomorskie           | RTCN        | Gdańsk/Chwaszczyno  | 482 MHz             | 22    | kierunkowa (D)                 | pozioma (H) | 100 kW   | 27 października 2010        |
| zachodniopomorskie  | RTCN        | Koszalin/Gołogóra   | 690 MHz             | 48    | kierunkowa (D)                 | pozioma (H) | 100 kW   | 20 maja 2013                |
| warmińsko-mazurskie | RTON        | Iława/Kisielice     | 482 MHz             | 22    | kierunkowa (D)                 | pozioma (H) | 100 kW   | 27 października 2010        |
| pomorskie           | SLR         | Szymbark            | 482 MHz             | 22    | kierunkowa (D)                 | pozioma (H) | 30 kW    | 28 listopada 2012           |
| pomorskie           | TON         | Człuchów/Szkolna    | 482 MHz             | 22    | dookólna (ND)                  | pozioma (H) | 20 kW    | 20 maja 2013                |
| pomorskie           | RTON        | Lębork/Skórowo Nowe | 690 MHz             | 48    | dookólna (ND)                  | pozioma (H) | 10 kW    | 20 maja 2013                |
| pomorskie           | RkCN        | Gdynia/Oksywie      | 482 MHz             | 22    | dookólna (ND)                  | pozioma (H) | 8 kW     | 28 listopada 2012           |
| pomorskie           | RTON        | Słupsk/Bierkowo     | 690 MHz             | 48    | kierunkowa (D)                 | pozioma (H) | 7 kW     | 23 kwietnia 2022            |
| pomorskie           | RTON        | Gdańsk/Jaśkowa Kopa | 482 MHz             | 22    | kierunkowa (D)                 | pozioma (H) | 3,5 kW   | 28 kwietnia 2014            |
| pomorskie           | TSR         | Choczewo/Żelazno    | 482 MHz             | 22    | kierunkowa (D)                 | pozioma (H) | 0,03 kW  | 28 listopada 2012           |
| pomorskie           | TON         | Gdańsk/Wejherowo    | 482 MHz             | 22    | kierunkowa (D)                 | pozioma (H) | 0,02 kW  | 28 listopada 2012           |

#### Nadajnik cyfrowy DVB-T MUX 3 wyłączony 25 kwietnia 2022 roku
| Województwo | Typ obiektu | Nazwa obiektu      | Częstotliwość (MHz) | Kanał | Charakterystyka promieniowania | Polaryzacja | Moc (kW) | Data uruchomienia nadajnika | Data wyłączenia nadajnika |
| ----------- | ----------- | ------------------ | ------------------- | ----- | ------------------------------ | ----------- | -------- | --------------------------- | ------------------------- |
| pomorskie   | RTON        | Słupsk/ul. Banacha | 690 MHz             | 48    | dookólna (ND)                  | pozioma (H) | 0,8 kW   | 20 maja 2013                | 25 kwietnia 2022          |

Opracowano na podstawie materiału źródłowego

## Programy TVP3 Gdańsk

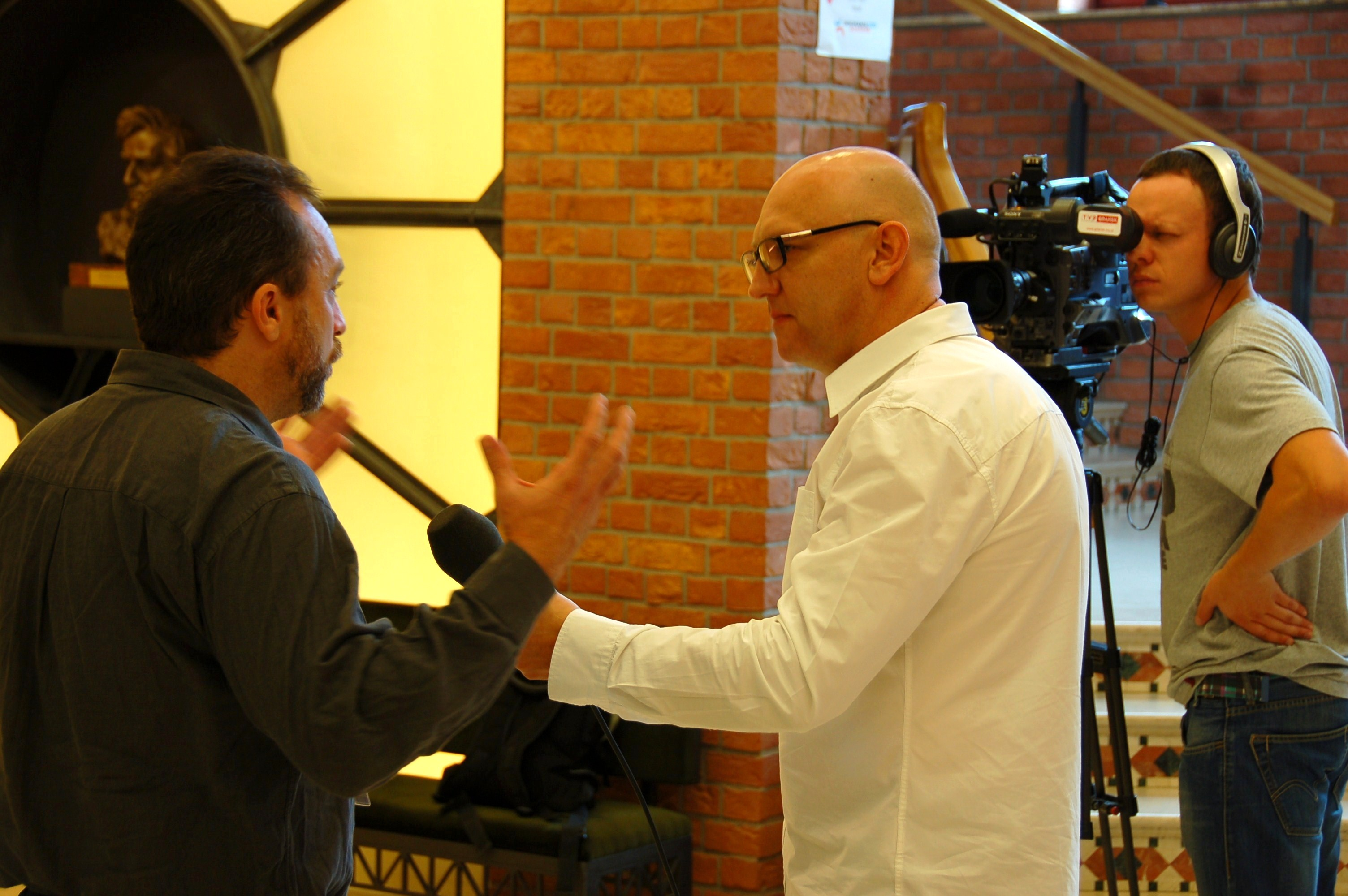
Marek Wałuszko prowadzi wywiad

Ramówka obejmuje m.in. programy informacyjne z regionu, publicystyczne, przyrodnicze, reportaże, transmisje z mszy świętych, transmisje sportowe oraz relacje z koncertów, spektakli i wystaw.

### Programy własne (stan na wiosnę 2024)
Informacje i publicystyka
- Panorama (od 1970 roku) – regionalny serwis informacyjny wraz z serwisami sportowymi i prognozą pogody, emitowany cztery razy dziennie
- Panorama sport – codzienne informacje o wydarzeniach sportowych
- Prognoza pogody – codzienne informacje o pogodzie na Pomorzu
- Panorama kultura – cotygodniowe informacje o wydarzeniach kulturalnych
- Forum Panoramy (od 2012 roku) – codzienny program publicystyczny
- Wywiadówka (2016-2023) – program publicystyczny, do którego są zapraszani najważniejsi politycy województwa pomorskiego
- Polska Morska (od 2016 roku) – program morski
- Добрі вісті. Dobre wieści (od 2022 roku) – program dla Ukraińców i o Ukraińcach mieszkających na Pomorzu, a w nim o tradycji, historii i kulturze
- Kierunek: Przekop (2022) – program o przekopie Mierzei Wiślanej

Kultura i sztuka
- Sztuki piękne (2016-2023) – program kulturalny pod red. Joanny Strzemiecznej-Rozen
- Spotkania w pracowni (od 2020 roku)

Przyroda i ekologia
- Ludzie lasu (od 2022 roku) – program przyrodniczy[48]

Wypoczynek i rekreacja
- Pomorze na weekend (od 2016 roku) – program turystyczny[49]

Gospodarka
- Raport gospodarczy (od 2021 roku) – cykl o sytuacji gospodarczej Pomorza - opinie, komentarze, analizy, felietony, rozmowy z zaproszonymi gośćmi
- Moja praca (od 2018 roku) – program o rynku pracy

Religia i wiara
- Słowo o Ewangelii (od 1993) – cotygodniowy komentarz księży gdańskiej diecezji do Pisma Świętego
- Droga (od 2010 roku) – magazyn religijny pod red. Jolanty Roman-Stefanowskiej

Reportaże
- W twojej sprawie (od 2018 roku) – w programie interwencje w imieniu mieszkańców regionu. Rozmowy z ludźmi i nagłaśnianie kontrowersyjnych spraw
- Ludzie, statki i okręty (od 2022 roku)
- Polacy na morze (od 2021 roku)[53]

Społeczeństwo
- Dzień dobry tu Gdańsk (2016-2023) – magazyn telewizji śniadaniowej
- Wiatrak (od 2020 roku) – program Pawła Rogalskiego o Żuławach Wiślanych
- Farwë Kaszëb (Barwy Kaszub) (od 2019 roku) – dwujęzyczny magazyn przedstawiający współczesne życie społeczności kaszubskiej
- Dycht Kociewie (od 2018 roku) – magazyn o sprawach Kociewia
- Świat nie jest taki zły (2006-2009, 2012-2016) – program poruszający problemy ludzi niepełnosprawnych
- Tedë jo (od 2008 roku) – magazyn społeczności kaszubskiej

Sport
- Cały ten sport (od 2016 roku) – cotygodniowe podsumowanie sportowe tygodniowa
- Do brzegu (od 2024)  -  magazyn żeglarski
- Do sportu, gotowi, start! (od 2020 roku) – magazyn sportowy, poświęcony młodzikom i juniorom różnych dyscyplin sportu, mający zachęcać młodzież do aktywności fizycznej

Rolnictwo i wieś
- W ogrodzie i zagrodzie (od 2020 roku) – program Karoliny Raszei[56]

### Programy nieemitowane w TVP3 Gdańsk (niepełna lista)
- 4&2-magazyn motoryzacyjny (1992-2010) - program motoryzacyjny Marka Ponikowskiego o nowinach w motoryzacji, ciekawostkach i zjawiskach zachodzących w niej, infrastrukturze drogowej oraz zasadach bezpiecznej jazdy
- 45 minut - program rozrywkowy dla młodzieży (1993-1999)
- Agroraport (2011, 2014) – program o tematyce rolniczej pod red. Marii Kańskiej i Karoliny Raszei
- Apetyt na pracę (2006-2007) - program Marii Kańskiej o sytuacji osób 50+ na rynku pracy
- Archiwum historii mówionej (2007-2008) - cykl felietonów historycznych
- Bez cięcia (2006-2010) – program społeczno-publicystyczny Janusza Trusa
- Bezpieczne związki z Europą (2003-2006) - program Beaty Ligman o polityce Unii Europejskiej i integracji z nią
- Brulion kulturalny (2001-2009) – magazyn kulturalny Joanny Strzemiecznej i Tomasza Olszewskiego
- Buldożer (1992-1993) - magazyn muzyki heavymetalowej
- Co mnie gryzie? (1993-2006, 2010) – program interwencyjny Jolanty Roman-Stefanowskiej
- Czas Gdyni (2014-2017) – program ukazujący życie Gdyni
- Damskie głosy (?-1997) - talk-show o charakterze rozrywkowo-poradnikowym dla pań
- Debata na dwa głosy (2007-2009) – program publicystyczny realizowany wspólnie z Radiem Gdańsk i Dziennikiem Bałtyckim
- Delta. Magazyn Żuław i Pomorza (2006-2008) – magazyn mniejszości
- Dojrzały Przedsiębiorca 50+ (2009-2010) – poradnik biznesowy pod redakcją Jerzego Boja
- Dom z widokiem na niebo (2010) – program katolicki
- Dwa Teatry 2012 – XII Festiwal Teatru Polskiego Radia i Teatru Telewizji Polskiej
- Dwa Teatry 2013 – XIII Festiwal Teatru Polskiego Radia i Teatru Telewizji Polskiej
- Era Wodnika (2009-2010)
- Etos - magazyn katolicki pod red. Lecha Kujawskiego
- Eurofundusze: Pisz i zdobywaj! (2008-2009) – poradnikowy
- Euro Strefa Gdańsk – magazyn ukazujący przygotowania do mistrzostw Euro 2012
- Europa To Tu! (2007-2008) – seria animowanych filmów edukacyjnych,która z czasem przekształciła się w talk-show
- Forum gospodarcze (2006-2021) – program ekonomiczny pod red. Piotra Świąca
- Gdański dywanik (1992-2006, 2009-2015) – talk-show polityczno-publicystyczny pod red. Marka Ponikowskiego
- Gdański magazyn sportowy (1993-2006) - cotygodniowy program Jana Lindnera
- Goniec Pomorski (2006-07) – magazyn historyczny
- Handel i handelek (1993) – magazyn gospodarczy
- Halo Trójka (1999-2008,od 2007 samo Halo) – przegląd najciekawszych propozycji programowych danego tygodnia w paśmie lokalnym pod redakcją Mirosława Nowaka i Danieli Radowicz
- Jazzmani i ich muzyka (1994-1995) – cykl muzyczno-dokumentalny
- Jazzowo (2006) – program Przemysława Dyakowskiego
- Jedenastka – magazyn piłkarski Tomasza Sieliwończyka
- Kalkulator Pomorski (2009) – trzyczęściowy cykl reportaży o inwestycjach
- Kamerton (1992-2006) - program Konrada Mielnika
- Kamień, nożyce, papier (2013-2014) – cykl autorskich reportaży Hanny Kordalskiej-Rosiek
- Kaszëbë - talk-show Anny Cupy (2006-2008)
- Klub Filipa - program dla dzieci (1995-2000)
- Konfesjonał (2009-2010, 2012) – katolicki program publicystyczny
- Komentarze Dnia (2008-2011) – podsumowanie dnia, prowadzone przez prezenterów gdańskiej Panoramy
- Kontury – magazyn kulturalny Bożeny Olechnowicz
- Kość niezgody (1995-2006, 2010-2015) – program publicystyczny Janusza Trusa,
- Kraj za miastem (2006-2007) – program rolniczy Waldemara Będzińskiego
- Kropla - magazyn ekologiczny
- Kult kultury (2004-2008) - program Alicji Dawidziuk
- Kwiaty i ogrody (1993-2016) – hobbystyczno-poradnikowa audycja Barbary Balińskiej (dawniej także Krzysztofa Kalukina - do jego śmierci w 2009)
- Las dla nas – program przyrodniczy
- Leksykon katolicki
- Magazyn przechodnia (1992-1995,2008-10) – program publicystyczny Hanny Kordalskiej-Rosiek
- Magazyn Elbląski – magazyn informacyjny pod red. Leszka Sarnowskiego (emitowany w TVP3 Olsztyn w latach 2005-2008, obecnie tamże jako Winda regionu)
- Magazyn Kociewski – program Danuty Necel-Lewandowskiej
- Magazyn Moto – program motoryzacyjny,
- Magazyn Olsztyński – magazyn informacyjny pod red. Jarosława Kowalskiego (emitowany w TVP3 Olsztyn w latach 2005-2008, obecnie tamże jako Winda regionu)
- Magazyn Słupski – magazyn informacyjny pod red. Piotra Ostrowskiego
- Miejskie klimaty Tośki i Agaty (2007-2009) - plenerowy program dla nastolatków o charakterze rozrywkowym pod red. Stanisława Glinskiego
- Mistrzowski Sopot 2014 – magazyn sportowy poświęcony przygotowaniom do Halowych Mistrzostw Świata w Lekkoatletyce Sopot 2014
- Mierzeja i Żuławy (2011) – magazyn mniejszości
- Młodzi naukowcy (2006-2007) - program Alicji Dawidziuk
- Moje miasto czyli historia Gdańskiem pisana (2008) - serial dokumentalny
- Motorsport i... okolice – program o sportach motorowych Andrzeja Mielczarka
- Mozaika – magazyn mniejszości narodowych
- My w Metropolii (2013-2014) – audycja poświęcona Gdańskiemu Obszarowi Metropolitalnemu
- Na Kociewiu (2006-2008, 2009-2012) – magazyn mniejszości autorstwa Marii Kańskiej
- Na morze - dwutygodnik Aleksandra Goska i Tomasza Miegonia
- Nawigator – magazyn z morzem w tle (2006) – program morski
- Niebieska Ziemia. Zielony Świat (2007-2009) – program ekologiczny Katarzyny Sędek
- Niewygodne pytania (1995-97) – program publicystyczny pod red. Piotra Świąca
- Nurkowanie - piąta strona świata (2009-2010) – program o nauce nurkowania
- O'key (połowa lat 90.) – magazyn młodzieżowy
- Opus 2. (2006-2009) — magazyn muzyki poważnej pod red. Konrada Mielnika
- Palce lizać – magazyn kulinarny (produkcja TVP3 Olsztyn)
- Panorama dnia (2013-2015) – program poranny
- Panorama morza – magazyn morski Jerzego Boja
- Panorama tygodnia (do 2018) – cotygodniowe podsumowanie najważniejszych wydarzeń regionu z tłumaczeniem na język migowy
- Patrol reporterów (2007-2009) – magazyn reporterów dziennikarzy TVP Info Gdańsk i Gazety Wyborczej
- Piątek z widokiem (2007-2009) – letni cykl programów plenerowych TVP3 Gdańsk
- Perły ze spiżarni – program kulinarny
- Pętla czasu - magazyn muzyczny (1992-1999)
- Podać rękę (1988-2006) – program Anny Jaszowskiej
- Pod biało-czerwoną banderą (1999-2005) – magazyn wojskowo-historyczny Tomasza Miegonia
- Pokaż język (2012) – 4-odcinkowa audycja edukacyjna o języku polskim
- Polityka i okolice – program publicystyczny
- Polskie łupki – dobry gaz (2012) – program o planach związanych z energią przyszłości
- Pomorska Kronika Biznesu (2006, 2009-2016) – program gospodarczy pod red. Marka Kańskiego
- Pomorski Informator Kulturalny – tygodniowe kalendarium o najciekawszych wydarzeniach na Pomorzu
- Postawione na głowie (2006-2009) – program interwencyjny Jolanty Roman-Stefanowskiej
- Pół godziny dla rodziny – magazyn poradnikowy
- Przechodzień codzienny (2013-2016) – sonda uliczna
- Przegląd prasy polskojęzycznej (2016-18) – program satyryczny o charakterze prawicowym, autorstwa Macieja Borynia, Jakuba Świderskiego i Bartka Kalinowskiego
- Ptastwo łowne (2019-2020) - magazyn kulinarny
- Reporterzy Panoramy – program interwencyjny
- Ring wolny! (2008-2009) – program Agnieszki Michajłow
- Rodnô zemia – magazyn społeczności kaszubskiej (1990-2010)
- Rowerowo (2007-2009, 2013-2015) – program sportowo-hobbystyczny pod redakcją Marka Wałuszki
- Rozmowy o nadziei (2001-2005, 2011-2016) – program pod red. Janusza Trusa
- Rozmowy z dwiema niewiadomymi – program kulturalno-filozoficzny Hanny Kordalskiej-Rosiek
- Ryf Mew (2009) – cykl reportaży
- Sopot. Miasto Sztuki (2012-2013) – magazyn kulturalny
- Sam na sam z Trusem (2006-2007, 2009-2016) – rozmowy z osobami publicznymi, ze świata polityki, mediów, prawa i medycyny
- Smak poniedziałku (2007) - program psychologiczno-poradnikowy Katarzyny Sędek
- Spotkania z... - cykl reportaży muzyczno-rozrywkowych autorstwa Janusza Trusa
- Sportowy weekend
- Sport wieczorową porą (2006-2009) – program sportowy Jana Lindnera
- Studio niepełnosprawnych – program studyjny Janusza Trusa dotyczący problemów osób niepełnosprawnych
- Studio Trójki
- Sufler (2007-2011) – magazyn kulturalny pod red. Bożeny Olechnowicz
- Sztuka mieszkania (2010) – program Małgorzaty Rakowiec
- Świat zamieszkały (1998-2007) - program religijny Elżbiety Jabłońskiej
- Tak czy inaczej (2006-2008, 2011-2014) – program pod red. Hanny Kordalskiej-Rosiek
- Temat wiejski (1993-2006, 2009-2010) – magazyn rolniczy Waldemara Będzińskiego
- Trójmiejski Serwis Informacyjny
- Tu mieszkamy (lata 90.) – program reporterski pokazujący życie oraz problemy mieszkańców wsi i miasteczek regionu gdańskiego
- Tygodnik gospodarczy - informator autorstwa Marka Kańskiego i Piotra Świąca
- Vademecum petenta
- Weekend z wędką
- Wędrówki Jurka Boja (2007-2009) - magazyn turystyczny
- W imieniu Sopocian – sonda uliczna pod red. Jakuba Świderskiego, realizowana w Sopocie
- W świetle prawdy (2016-2017) – program historyczny, realizowany wspólnie z IPN
- Witryna (2009-2012) – magazyn kulturalny pod red. Marii Kańskiej
- Wiedno Kaszebe (2014) – magazyn mniejszości
- Z Archiwum Telewizji Gdańsk (2009-2013, 2016) – program publicystyczny Wojciecha Sulęcinskiego o wybranych wydarzeniach z ostatnich 50 lat
- Zdrowi od stóp do głów (2006) – program medyczny Beaty Ligman
- Znaki (2008-2011) – program religijny pod red. Elżbiety Jabłońskiej
- Znam Gdańsk (1997-1998) – teleturniej wiedzowy
- Z Pomorza – program reporterski Jerzego Boja dotyczący wydarzeń lokalnych
- Żyję ekologicznie – program o ekologii

### Programy TVP3 Gdańsk na antenach ogólnopolskich (niepełna lista)
Programy wyprodukowane dla TVP1
- Lokatorzy (2000-2005) – sitcom
- Sąsiedzi (2003-2008) – sitcom
- Faceci do wzięcia (2006-2010) – sitcom
- Rodzina jak z nut (2007) – teleturniej muzyczny
- Od przedszkola do Opola (1995-2007) – teleturniej muzyczny dla dzieci
- Królestwo Maciusia (2005-2007) – teleturniej dla dzieci
- Latający Holender (1967-1993) – program popularnonaukowy o tematyce żeglarskiej pod redakcją Bohdana Sienkiewicza
- Kobiety Białego Domu – program historyczny dla TVP1

Programy wyprodukowane dla TVP2
- Radio Romans (1994-1995) – serial obyczajowy
- Cienie Życia – program publicystyczny z lat 90.
- Magazyn Przechodnia-Nowy Wiek – sonda uliczna w połowie lat 90. w TVP2 i TVP Polonia
- Zgadula – teleturniej w TVP2

Programy wyprodukowane dla TVP3/TVP Info
- Panorama Morza – magazyn morski (emisja ogólnopolska w 2005)
- Z Wałęsą na rybach – cykl reportaży
- Moja praca (od 2018 roku) – program o rynku pracy
- Moto Lady (od 2021 roku) – magazyn motoryzacyjny Urszuli Matysiak

## Oprawa graficzna TVP3 Gdańsk

Plansza wywoławcza TV Gdańsk z lat 1971 - 2020

### Plansza wywoławcza i sygnał Telewizji Gdańsk
Plansza wywoławcza, którą zaprojektował artysta fotografik Roman Wyrobek, przedstawia wizerunek rzymskiego boga mórz Neptuna znany z zabytkowej gdańskiej fontanny na tle biało zachmurzonego nieba. Po lewej stronie, obok Neptuna, znajduje się czerwony napis Telewizja Gdańsk, a pod nim jasnozłoty orzeł w koronie. Pierwotnie plansza była czarno-biała, ale od roku 1971 została ręcznie pokolorowana. Sygnałem wywoławczym są kuranty grające pierwszy takt Marszu Kaszubskiego autorstwa Feliksa Nowowiejskiego w gdańskiej Archikatedrze Oliwskiej.
Plansza była emitowana przed rozpoczęciem i po zakończeniu programów lokalnych w Dwójce do 30 grudnia 2010 roku, a nierzadko także przed programami emitowanymi na antenach ogólnopolskich. Wciąż jest używana na antenie TVP3 Gdańsk, ale została rozciągnięta do formatu 16:9, a podczas jej emisji nie stosuje się sygnału dźwiękowego.

### Logo TVP3 Gdańsk
| Okres wykorzystywania             | Opis | Ilustracja |
| --------------------------------- | --- | ---------- |
| 2 października 1992 – 1994        | Żółta litera T i ciemnoniebieska litera V, a na nich biały napis NEPTUN na czarnym tle, który powstał z rozciągniętej i odwróconej na drugą stronę prawej krawędzi górnej części litery T. |            |
| 2 października 1992 – 1994        | Żółta litera T i ciemnoniebieska litera V, a na nich biały napis GDAŃSK na czarnym tle, który powstał z rozciągniętej i odwróconej na drugą stronę prawej krawędzi górnej części litery T. Za literą V znajduje się szary prostokąt o zaokrąglonych rogach w czarnym konturze, po jego prawej cyfra 3 też w czarnym konturze i w kolorze tła. |            |
| 1994 – 2000                       | Trzy kolorowe, gradientowe kule: czerwona, zielona i ciemnoniebieska. W każdej kuli jest umieszczona po prawej jedna biała litera, które wszystkie razem tworzą skrótowiec TVG. |            |
| jesień 2000 – 2001                | Do wcześniejszego logo dołączono „łyżwę” oraz cyfrę 3 podobnie jak w innych ośrodkach regionalnych. |            |
| jesień 2000 – 2001                | Po lewej stronie paski w barwach ówczesnej TVP. Obok obowiązujące w tamtym czasie logo nadawcy. Po prawej stronie cyfra 3. Paski z cyfrą 3 są połączone „łyżwą” nad której dolną częścią znajduje się napis Gdańsk. Na ekranie logo było emitowane w różnych wersjach.                                                                        |            |
| 2001 – 6 marca 2003               | Logo podobne do poprzedniego, z tym że usunięto z niego „łyżwę” i rozszerzono napis Gdańsk. |            |
| 7 marca 2003 – 30 listopada 2007  | Nowe logo TVP, po prawej stronie cyfra 3, poniżej napis Gdańsk, wszystko w kolorze zielonym. Na ekranie logo krystaliczne (od 6 października do 30 listopada 2007 bez 3). |            |
| 1 grudnia 2007 – 31 sierpnia 2013 | Logo podobne do logo stacji TVP Info – zamiast napisu INFO jest napis Gdańsk. |            |
| 1 września 2013 – 1 stycznia 2016 | Białe logo TVP, poniżej napis Gdańsk; wszystko na zielonym tle. Logo występowało także w odwrotnej wersji kolorystycznej. |            |
| od 2 stycznia 2016                | Na granatowym tle logo TVP3, pod spodem napis Gdańsk. Od 18 czerwca 2023 roku logo na ekranie jest mniejsze. |            |

## Dyrektorzy TVP3 Gdańsk
| okres pełnienia funkcji | okres pełnienia funkcji | imię i nazwisko                       |
| od                      | do                      | imię i nazwisko                       |
| ----------------------- | ----------------------- | ------------------------------------- |
| 1959                    | ok. 1965                | Zdzisław Pietras                      |
| ok. 1965                | 1966                    | Henryk Lechowski                      |
| 1966                    | 1967                    | Władysław Snarski                     |
| 1967                    | 1975                    | Bohdan Sienkiewicz                    |
| 1975                    | 1981                    | Zdzisław Pietras                      |
| 1981                    | 1983                    | Zbigniew Bożyczko                     |
| 1983                    | styczeń/luty 1990       | Stanisław Celichowski                 |
| styczeń/luty 1990       | styczeń 1991            | Marian Terlecki                       |
| styczeń 1991            | styczeń 1993            | Janusz Daszczyński                    |
| styczeń 1993            | luty/marzec 1994        | Adam Kinaszewski                      |
| 12 marca 1994           | wrzesień 1996           | Paweł Huelle                          |
| wrzesień 1996           | 1 października 1996     | Andrzej Białoskórski (p.o. dyrektora) |
| 1 października 1996     | marzec 2001             | Bogumił Osiński                       |
| marzec 2001             | październik 2001        | Marek Formela                         |
| październik 2001        | 1 maja 2006             | Bogumił Osiński                       |
| 1 maja 2006             | 6 lutego 2009           | Joanna Strzemieczna-Wielczyk          |
| 6 lutego 2009           | 6 kwietnia 2010         | Piotr Ostrowski                       |
| 6 kwietnia 2010         | 16 września 2015        | Zbigniew Jasiewicz                    |
| 16 września 2015        | 9 listopada 2015        | Waldemar Domański (p.o. dyrektora)    |
| 9 listopada 2015        | 20 lutego 2016          | Marek Wałuszko                        |
| 20 lutego 2016          | marzec 2023             | Joanna Strzemieczna-Rozen             |
| marzec 2023             | styczeń 2024            | Michał Rybicki (p.o. dyrektora)       |
| styczeń 2024            | nadal                   | Marek Wałuszko                        |

Opracowano na podstawie materiału źródłowego.